# 威廉·菲臘斯
威廉·菲臘斯（英語：William Phillips，1731年－1781年5月13日），英國陸軍將領，英國皇家砲兵軍團軍官，曾參與七年戰爭及美國獨立戰爭。

## 七年戰爭
菲臘斯生於1731年英格蘭，家世背景不詳。他在1746年8月1日加入英國皇家砲兵軍團（Royal Regiment of Artillery）受訓，學習砲兵技藝，並在1747年服役。他在1755年3月1日陞任少尉，先後擔任軍需官及第一代列戈尼爾伯爵約翰·列戈尼爾中將的副官。
七年戰爭爆發後，菲臘斯獲得列戈尼爾推薦，在1756年陞任少校。他在1758年的明登戰役有突出表現，又經常與不倫瑞克公爵斐迪南討論火砲的生產及戰術部署。在1760年的瓦爾堡戰役中，菲臘斯更打破英軍常規，在戰鬥途中移動並重新部署砲兵。他也在戰爭期間與查爾斯·康沃利斯、亨利·克林頓及腓特烈·李德塞等軍官結交。1762年戰爭結束，菲臘斯獲陞任名譽中校，在1763年隨軍返回英國。
七年戰爭後，菲臘斯曾經派駐直布羅陀及梅諾卡島，也開始在英國上流社會建立關係。他在1769年出任溫莎堡副總督，又在1774年陞任名譽准將，並入選英國國會。

## 美國獨立戰爭
1775年，美國獨立戰爭爆發。菲臘斯在1776年3月跟隨約翰·伯戈因的軍隊增援英屬魁北克省，並將遠征加拿大的大陸軍逐出魁北克。他在北美獲擢升為名譽少將，擔任加拿大的英國砲兵指揮官。
1777年，伯戈因率領英軍由加拿大向南進攻，引發薩拉托加戰役。菲臘斯獲任命為伯戈因的副官，指揮英軍左翼部隊。由於英軍戰略失當，作戰失利，伯戈因最終在薩拉托加被大陸軍包圍夾擊。10月17日，伯戈因向霍雷肖·蓋茨議和投降，而菲臘斯也因此成為戰俘。
1781年，菲臘斯獲得戰俘交換而返回紐約市，並且被北美英軍總司令亨利·克林頓派往維珍尼亞州作戰，加入班奈狄克·阿諾德的部隊，並參與伯蘭福特戰役。不過菲臘斯卻在戰後患上急病，在5月13日於維珍尼亞州彼得斯堡去世。